# Novyj Karačaj
Novyj Karačaj (in russo Новый Карачай?; in lingua caraciai-balcara: Джангы Къарачай, Джангы эл, Акъ Къала) è un insediamento di tipo urbano della Repubblica autonoma della Karačaj-Circassia, nel Caucaso, appartenente al rajon Karačaevskij.
L'insediamento è situato su una terrazza elevata sulla riva destra del fiume Kuban' (sulla riva sinistra, a nord, si trova l'insediamento di tipo urbano di Ordžonikidzevskij, a sud, sempre sulla terrazza della riva sinistra, si trova il villaggio di Kosta Chetagurova).